# Богумил Кобеля
Богу̀мил Кобѐля (на полски: Bogumił Kobiela) е полски театрален и филмов актьор.

## Биография
Роден е на 31 май 1931 година в Катовице, в семейството на Кристина Байд и Людвик Кобеля. През 1949 година завършва Общообразователен лицей „Коперник“ в родния си град. В годините 1949 – 1953 учи във Висшето държавно артистично училище в Краков. В 1953 година прави своя театрален дебют на сцената на театър „Вибжеже“ в Гданск.